# Kokuhaku
Kokuhaku (告白, ; bra: Confissões) é um filme japonês de 2010, dos gêneros drama e suspense, escrito e dirigido por Tetsuya Nakashima, baseado no romance homónimo de Kanae Minato — vencedor do prémio Honya Taisho em 2009[carece de fontes?].
Do elenco fazem parte Takako Matsu, Yukito Nishii, Kaoru Fujiwara e Ai Hashimoto.

## Sinopse
O tema deste filme é a violência juvenil, suas tristes raízes e terríveis consequências. A personagem principal é a professora Moriguchi (Takako Matsu), que está por sair da escola. No seu último dia de aulas, confessa aos alunos de sua classe que sua filha de 4 anos, Manami (Mana Ashida), não morreu acidentalmente, como concluiu a investigação policial. Ela foi assassinada por alunos de sua classe, aos quais passa a chamar de “aluno A” e “aluno B”. Apesar de não citar seus nomes, a descrição das características e feitos de cada um revela as suas identidades. O motivo que os levou a isso, bem como o envolvimento de parentes e amigos, são narrados sob a forma de confissões de 6 pessoas, tais como peças de um puzzle.

## Elenco
- Takako Matsu - Yuko Moriguchi
- Masaki Okada - Yoshiteru Terada
- Yoshino Kimura - Mãe de Naoki
- Mana Ashida - Manami Moriguchi
- Yukito Nishii - Shuya Watanabe
- Kaoru Fujiwara - Naoki Shimomura
- Ai Hashimoto - Mizuki Kitahara